# Número de Hardy-Ramanujan
El 1729, además de ser el número que sigue al 1728 y precede al 1730, es el llamado número de Hardy-Ramanujan o número Taxi, y se define como el número natural más pequeño que puede ser expresado como la suma de dos cubos positivos de dos formas diferentes:
1729 = 13 + 123 = 93 + 103
A veces, también se expresa usando el término "cubos positivos", ya que permitir cubos perfectos negativos (el cubo de un entero negativo ) da la solución más pequeña como 91 (que es un divisor de 1729):
91 = 63 + (−5)3 = 43 + 33

## Historia del número
Godfrey Hardy visitó a Ramanujan en un hospital en Putney, cerca de Londres. Lo encontró muy enfermo y no sabiendo que decir, le contó que había viajado en un taxi (taxicab en inglés) cuya matrícula era un número poco interesante, el 1729, a lo que Ramanujan contestó: “No diga usted eso. El número 1729 es muy interesante, pues es el número más pequeño expresable como suma de dos cubos de dos maneras diferentes, ya que 1729 = 13 + 123 y también 1729 = 93 + 103. ” Hardy, asombrado, le preguntó si conocía la respuesta al problema correspondiente para la cuarta potencia y él replicó, después de unos segundos de reflexión, que “el ejemplo que pedía no era obvio y que el primero de tales números debía ser muy grande”. De hecho, tenía razón, la respuesta obtenida posteriormente mediante cálculos con ordenador, fue el número 635318657 = 1344 + 1334 = 1584 + 594.

## Número TaxiCab
Se dice de aquellas cifras que son el menor número que se puede descomponer como n sumas distintas de dos cubos positivos. Actualmente los números Taxicab conocidos son 6:
{\displaystyle {\begin{aligned}\operatorname {Ta} (1)=2&=1^{3}+1^{3}\end{aligned}}}
{\displaystyle {\begin{aligned}\operatorname {Ta} (2)=1729&=1^{3}+12^{3}\\&=9^{3}+10^{3}\end{aligned}}}
{\displaystyle {\begin{aligned}\operatorname {Ta} (3)=87539319&=167^{3}+436^{3}\\&=228^{3}+423^{3}\\&=255^{3}+414^{3}\end{aligned}}}
{\displaystyle {\begin{aligned}\operatorname {Ta} (4)=6963472309248&=2421^{3}+19083^{3}\\&=5436^{3}+18948^{3}\\&=10200^{3}+18072^{3}\\&=13322^{3}+16630^{3}\end{aligned}}}
{\displaystyle {\begin{aligned}\operatorname {Ta} (5)=48988659276962496&=38787^{3}+365757^{3}\\&=107839^{3}+362753^{3}\\&=205292^{3}+342952^{3}\\&=221424^{3}+336588^{3}\\&=231518^{3}+331954^{3}\end{aligned}}}
{\displaystyle {\begin{aligned}\operatorname {Ta} (6)=24153319581254312065344&=582162^{3}+28906206^{3}\\&=3064173^{3}+28894803^{3}\\&=8519281^{3}+28657487^{3}\\&=16218068^{3}+27093208^{3}\\&=17492496^{3}+26590452^{3}\\&=18289922^{3}+26224366^{3}\end{aligned}}}

## Otras propiedades
1729 es también el tercer número de Carmichael, el primer número de Chernick-Carmichael (secuencia A033502 en el OEIS ) y el primer pseudoprimo absoluto de Euler. Asimismo, es un número esfénico.
Del mismo modo, 1729 es un número Zeisel. Es un número de cubo centrado, así como un número dodecagonal, un número 24 gonal y 84 gonal.
Al investigar pares de formas cuadráticas con valores enteros distintos que representan cada número entero el mismo número de veces, Schiemann descubrió que tales formas cuadráticas deben estar en cuatro o más variables, y el discriminante menos posible de un par de cuatro variables es 1729 (Guy, 2004).
Debido a que en la base 10 el número 1729 es divisible por la suma de sus dígitos, es un número Harshad. También tiene esta propiedad en octal (1729 = 3301 8 , 3 + 3 + 0 + 1 = 7) y hexadecimal (1729 = 6C1 16 , 6 + C + 1 = 19 10 ), pero no en binario y duodecimal.
En base 12, 1729 se escribe como 1001, por lo que su recíproco solo tiene un período 6 en esa base.
1729 es el número más bajo que puede ser representado por un Loeschian forma cuadrática a² + ab + b² de cuatro maneras diferentes, con una y b números enteros positivos. Los pares enteros (a , b) son (25,23), (32,15), (37,8) y (40,3).
Igualmente es el mínimo lado entero d de un triángulo equilátero para el que hay tres conjuntos de puntos interiores no equivalentes a distancias enteras de sus vértices: {211, 1541, 1560}, {195, 1544, 1591} y {824, 915, 1591}. Para sumas de distancias menores que 10000, hay dos conjuntos de este tipo para d = 331, 1805, 2408, 3192 y 4921. El lado d y las distancias a, b y c deben verificar la ecuación, simétrica y bicuadrada en todas sus variables:
{\displaystyle {\begin{aligned}3(a^{4}+b^{4}+c^{4}+d^{4})=(a^{2}+b^{2}+c^{2}+d^{2})^{2}\end{aligned}}}
Este número tiene otra propiedad interesante: el dígito 1729 es el comienzo de la primera aparición consecutiva de los diez dígitos sin repetición en la representación decimal del número trascendental e .
Masahiko Fujiwara demostró que 1729 es uno de los cuatro enteros positivos (siendo los otros 81 , 1458 y el caso trivial 1) que, cuando se suman sus dígitos, produce una suma que, cuando se multiplica por su inversión, produce el número original:
1 + 7 + 2 + 9 = 19 ;
19 × 91 = 1729
Solo basta con verificar las sumas congruentes a 0 o 1 (mod 9) hasta 19.

## El número en la televisión y el cine
Esta cifra se repite en varios episodios y momentos relevantes de Futurama. Por ejemplo, cuando los personajes viajan a dimensiones paralelas en el episodio “The Farnsworth Parabox” visitan el Universo 1.729. También aparece en el capítulo donde Bender recibe una postal navideña en el episodio “Xmas Story“, se refieren al robot como la unidad #1.729. Asimismo, la nave espacial Nimbus de Zapp Branigan es BP-1729.
Por otra parte, otra referencia a Ramanujan de parte de los creadores de Futurama, es el número del taxi que aparece en la película "Bender’s Big Score", 87539319, el que también es el número más pequeño que puede expresarse como la suma de dos números al cubo de tres formas diferentes: 87.539.319 = 1673+4363 = 2283+4233 = 2553+4143.
También hay una referencia al número 1729 en la película Lucky Number Slevin. El número 1729 aparece como número de deudor de Nick Fisher en uno de los libros de cuentas de los corredores de apuestas.
Finalmente, casi al final la película “The Man Who Knew The Infinity”, que trata sobre la vida de este famoso matemático, se cuenta la historia del número 1729.